# Marcelo Chierighini

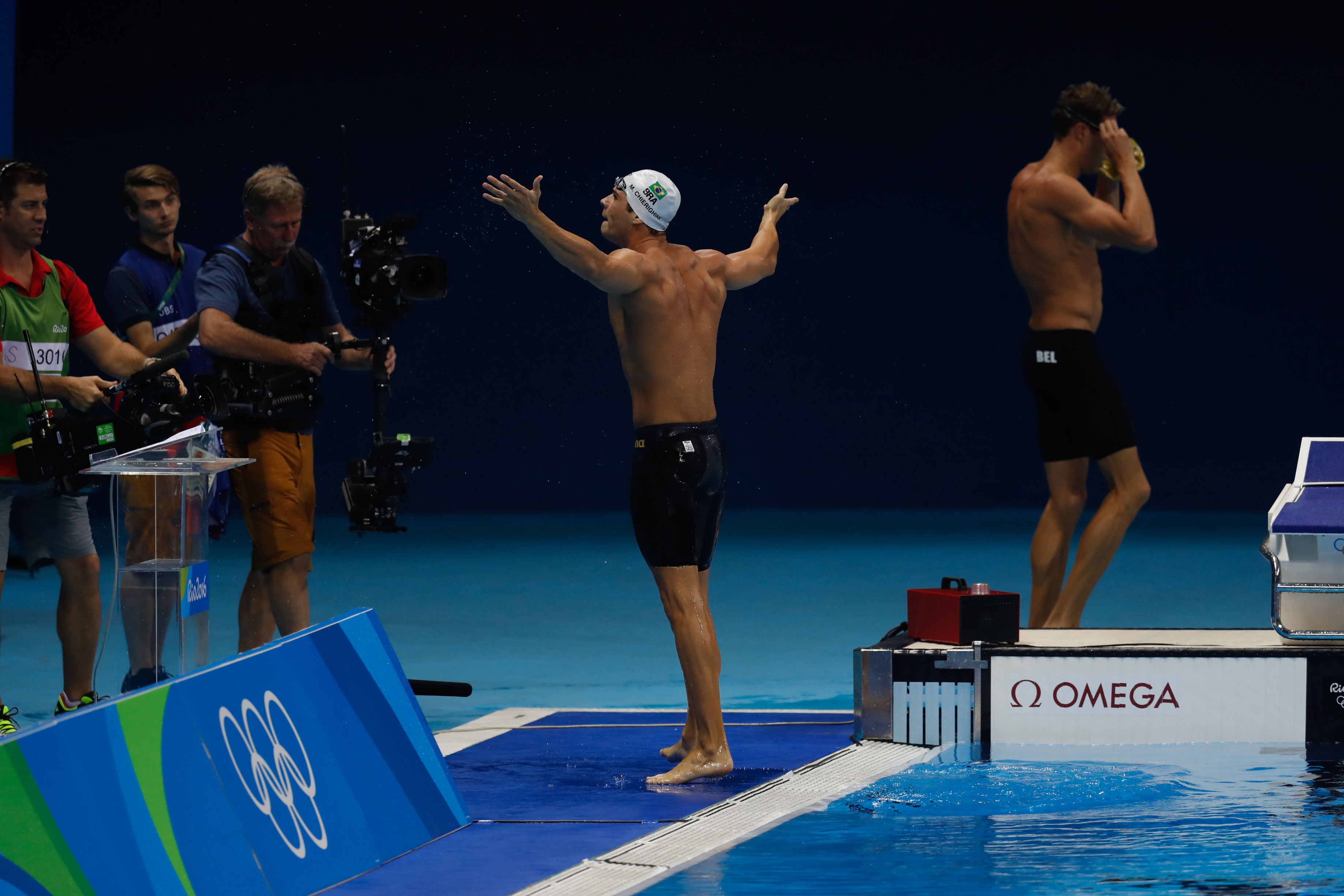
Marcelo Chierighini ai Giochi olimpici di.

Marcelo Chierighini (Itu, 15 gennaio 1991) è un nuotatore brasiliano.
Ha rappresentato il Brasile ai Giochi olimpici di Londra 2012 e Rio de Janeiro 2016.

## Palmarès
- Mondiali

Budapest 2017: argento nella 4x100m sl.
- Mondiali in vasca corta

Dubai 2010: bronzo nella 4x100m sl.
Hangzhou 2018: bronzo nella 4x100m sl.
- Giochi panamericani

Toronto 2015: oro nella 4x100m sl e nella 4x100m misti e bronzo nei 100m sl.
Lima 2019: oro nei 100m sl e nella 4x100m sl, argento nella 4x100m misti e nella 4x100m sl mista.
Santiago del Cile 2023: oro nella 4x100m sl e nella 4x100m sl mista.
- Campionati panpacifici

Gold Coast 2014: bronzo nella 4x100m sl.
Tokio 2018: oro nella 4x100m sl.
- Universiade

Shenzhen: argento nella 4x100m sl.

## International Swimming League
| Stagione 2019     | Stagione 2019     | Stagione 2020          | Stagione 2020   | Stagione 2021   | Stagione 2021   |
| ----------------- | ----------------- | ---------------------- | --------------- | --------------- | --------------- |
| New York Breakers | New York Breakers | Aqua Centurions        | Aqua Centurions | Aqua Centurions | Aqua Centurions |
| Match 1           |                   |                        |                 |                 |                 |
|                   |                   | 4x100 Stile libero     | 4,5 p.          |                 |                 |
|                   |                   | 4x100 Misti            | 2 p.            |                 |                 |
|                   |                   | 4x100 Mix Stile libero | 3,5 p.          |                 |                 |
| Match 2           |                   |                        |                 |                 |                 |
|                   |                   | 4x100 Stile libero     | 5 p.            |                 |                 |
|                   |                   | 4x100 Misti            | 2 p.            |                 |                 |
|                   |                   | 100 Stile libero       | 6 p.            |                 |                 |
|                   |                   | 4x100 Mix Stile libero | 2,5 p.          |                 |                 |
| Match             |                   |                        |                 |                 |                 |
|                   |                   | 4x100 Stile libero     | 6 p.            |                 |                 |
|                   |                   | 4x100 Misti            | 2 p.            |                 |                 |
|                   |                   | 100 Stile libero       | 6 p.            |                 |                 |
|                   |                   | 4x100 Mix Stile libero | 3 p.            |                 |                 |
| Match 4           |                   |                        |                 |                 |                 |
|                   |                   | 4x100 Stile libero     | 3,5 p.          |                 |                 |
|                   |                   | 4x100 Misti            | 1,5 p.          |                 |                 |
|                   |                   | 100 Stile libero       | 5 p.            |                 |                 |
|                   |                   | 4x100 Mix Stile libero | 1,5 p.          |                 |                 |
|                   |                   | Totale                 | 54 p.           |                 |                 |